# Hishimonus amabilis
Hishimonus amabilis är en insektsart som beskrevs av Knight 1970. Hishimonus amabilis ingår i släktet Hishimonus och familjen dvärgstritar. Inga underarter finns listade i Catalogue of Life.